# The O.C. Supertones
The Orange County Supertones es una banda estadounidense de punk rock cristiano formada en el año 1995. 

## Historia
La banda empezó en los inicios de los 90's como Saved. Originalmente integrada por Matt Morginsky, Jason Carson y Tony Terusa mientras estaban en la Junior High School, la banda tocaba una mezcla de muchos estilos, incluyendo punk, rap, metal, disco, y funk. En 1995 se agruparon como The Orange County Supertones y se establecieron en un sonido basado en el Ska, similar a Operation Ivy
o Mike Park's Skankin' Pickle.
A finales de los 90's The Supertones alcanzaron una gran popularidad en la comunidad de Rock Cristiano. Su segundo álbum, lanzado en 1997 Supertones Strike Back, fue un sorprendente y contundente éxito llegando a la cumbre en Billboard's Heatseekers y en la tabla de los Top Christian Albums en el #3 y #2 respectivamente.
Empezando con un sonido de Ska más tradicional, Los Supertones se pasaron a un sonido de rock más duro (pesado), el cual finalmente cambió de nuevo con más influencia de pop-rock. Sus siguientes dos álbumes, en 1999 Chase the Sun y en el 2000 Loud and Clear, cada uno ubicado en la tabla Billboard 200.
La banda continuó lanzando álbumes hasta el 2005, cuando anunciaron sus planes de separarse. Lanzaron Unite, una recopilación de los mejores éxitos, y dieron su último show en Biola University en el 7 de octubre de 2005. Los miembros fundadores Carson, Darren Mettler y Tony Terusa reformaron la banda original en el escenario para tres canciones. Kevin "Slim" Chen estaba presente pero no tocó con la banda. Los Supertones tocaron por 2 1/2 horas en su última presentación, tocando cerca de 30 canciones.
El 11 de marzo de 2008 BEC Recordings, Inc. "The Ultimate Collection," una especie de álbum de los mejores éxitos con una selección de canciones de cada uno de los álbumes de estudio de la banda, con la excepción de Revenge of the O.C. Supertones," el cual no tiene ninguna canción en este álbum.
El 12 de febrero de 2008 el guitarrista fundador de Los Supertones se convirtió en el nuevo miembro de la banda de Punk Pop Cristiano Relient K, tocando la batería.
El vocalista fundador Matt Morginsky lanzó su álbum debut como solista "Doctorate in Cold Rockin' It" bajo the moniker Mojo & la información por medio de su página en MySpace el 20 de abril de 2008.

## Discografía
- Adventures of The Orange County Supertones (1996)
- Supertones Strike Back (1997)
- Chase the Sun (1999)
- Loud and Clear (2000)
- Hi-Fi Revival (2002)
- Revenge of The Orange County Supertones (2004)
- For the Glory (2012)

### Compilaciones
- Any Given Day
- Veggie Rocks!
- Tooth and Nail 4th anniversary Box Set
- Tooth and Nail 10th anniversary Box Set
- Art Core Vol.2
- Cheapskates Vol. 2
- Cheapskates Vol. 3
- Cheapskates Vol. 4
- X 2003
- Moms Like Us Too Vol. 1
- Happy Christmas Vol. 1
- Happy Christmas Vol. 2
- Seltzer Vol. 1
- Seltzer Vol. 3
- WOW 1999
- WOW 2000
- Dominate in 98
- Steady Sounds From The Underground
- BEC Sampler Vol. 1
- Songs from the penalty box Vol. 2
- No Lies

### Posiciones de Popularidad
Billboard (North America)
| Year | Album                                 | US Hot 200 | US Heatseekers | Top Contemporary Christian |
| ---- | ------------------------------------- | ---------- | -------------- | -------------------------- |
| 1996 | The Adventures of The O.C. Supertones | -          | -              | 36                         |
| 1997 | The Adventures of The O.C. Supertones | -          | -              | 35                         |
| 1997 | Supertones Strike Back                | 117        | 3              | 2                          |
| 1999 | Chase the Sun                         | 95         | -              | 2                          |
| 2000 | Loud and Clear                        | 168        | 9              | 10                         |
| 2002 | Hi-Fi Revival                         | -          | -              | 28                         |
| 2002 | Live! Vol. 1                          | -          | -              | 20                         |
| 2004 | Revenge of the O.C. Supertones        | -          | -              | 17                         |
| 2005 | Unite                                 | -          | -              | -                          |

## Compilaciones en Video
- Supertones at the Movies
- Hi-Fi Revival DVD
- See Spot Rock